# Mesebeli vadnyugat
A Mesebeli vadnyugat (eredeti cím: Tall Tale: The Unbelievable Adventures of Pecos Bill) 1995-ben bemutatott amerikai western-kalandfilm, melynek rendezője Jeremiah S. Chechik, forgatókönyvírója Steven L. Bloom és Robert Rodat, gyártói a Walt Disney Pictures és a Caravan Pictures. A főszerepet Scott Glenn, Oliver Platt, Nick Stahl, Stephen Lang, Roger Aaron Brown, Jared Harris, Catherine O’Hara és Patrick Swayze alakítja.
A filmet 1995. március 24-én mutatták be, Magyarországon DVD-n jelent meg szinkronizálva.

## Cselekmény
1905-ben Daniel Hackett (Nick Stahl), egy fiatal farmer Paradise Valley nyugati városából, elégedetlen a farmeréletével, és New York-i életről álmodik. Apja, Jonas (Stephen Lang) szívesen mesél Danielnek meséket Pecos Bill-ről, Paul Bunyan-ról és John Henry-ről, amelyeket Daniel már többször hallott, és amelyek miatt kételkedik a létezésükben. Eközben Paradise Valley-t egy kapzsi építési vállalkozó, J.P. Stiles (Scott Glenn) áhítja. Stiles megpróbálja meggyőzni a környékbeli farmereket, hogy adják el neki a földjeiket, leginkább Jonast, mivel az ő farmja a központban fekszik, ahol fejleszteni akar. Amikor azonban Jonas nem hajlandó átadni az okiratot, Stiles levadássza és lelövi, de csak azután, hogy Jonas átadja az okiratot Danielnek, hogy őrizze meg.
Mivel Jonas kritikus állapotban van, és képtelen gazdálkodni, a földje veszélybe kerül. Daniel feldúltan elszalad, hogy elrejtőzzön apja csónakjában, és elalszik. Amikor Daniel felébred, felfedezi, hogy a csónak elszabadult és lefelé sodródott a texasi sivatagok felé. Néhány tolvajjal való rövid találkozás után Danielt a legendás cowboy, Pecos Bill (Patrick Swayze) menti meg. A duó később összeáll Paul Bunyan (Oliver Platt) favágóval és John Henry (Roger Aaron Brown) erős afroamerikai volt rabszolgával. E hősök mindegyike összefog Daniellel, és egyre elkeseredettebb és féktelenebb harcba keveredik Stiles ellen, akinek földfelvásárlási tervei a népi hősök erejét és az egyszerű emberek jólétét fenyegetik.
Amikor Stiles megszerzi az okiratot, Daniel arra ébred, hogy az egész csak egy álom volt. Elmerészkedik Stiles vonata irányába, aki éppen elindult volna a földek felé. Daniel szembeszáll vele, és megpróbálják elgázolni, mígnem megérkezik John, és feltartóztatja a vonatot. Stiles megparancsolja az embereinek, hogy öljék meg őket, de Pecos megérkezik, és ellövi a ravaszt meghúzó ujjukat, a városlakók pedig a segítségükre jönnek, míg Paul, aki bement, amíg senki sem vette észre, levágja a bányában lévő oszlopokat. Daniel ezután végez az utolsó póznával, megölve Stilest és az embereit, és a tömeg éljenzi őt.
Daniel ezután visszatér a farmra, és bevallja, hogy a történetek igazak voltak, és a földjük megtartása fontos. Paul az ökrével, Babe-bel, és John az öszvérével, Cold Molasses-szel elbúcsúznak Danieltől, és utána eltűnnek. Pecos a lovát, Widow-Maker-t Danielre bízza, és lasszóját egy póznára tekeri távozása alkalmából.

## Szereplők
| Szerep           | Színész           | Magyar hang      |
| ---------------- | ----------------- | ---------------- |
| Pecos Bill       | Patrick Swayze    | Vass Gábor       |
| Paul Bunyan      | Oliver Platt      | Gyabronka József |
| John Henry       | Roger Aaron Brown | Hankó Attila     |
| Daniel Hackett   | Nick Stahl        | Simonyi Balázs   |
| J.P. Stiles      | Scott Glenn       | Fodor Tamás      |
| Jonas Hackett    | Stephen Lang      | Jakab Csaba      |
| Bandita          | Jared Harris      | Galbenisz Tomasz |
| Calamity Jane    | Catherine O’Hara  | Kiss Erika       |
| Sarah Hackett    | Moira Harris      | Szirtes Ági      |
| Cilinderes férfi | Joe Grifasi       | Varga Tamás      |
| Vasúti befektető | William H. Macy   | Izsóf Vilmos     |
| Öregember        | Burgess Meredith  | Komlós András    |

## Filmkészítés
A forgatás 1993. szeptember 12-én kezdődött és december 16-án ért véget.

## Bevétel
A Mesebeli vadnyugat-ot 1995. március 24-én mutatták be a mozikban. A film belföldön és világszerte egyaránt megbukott, és nem tudta visszahozni a 32 millió dolláros költségvetését. Az Amerikai Egyesült Államokban a nyitóhétvégén 3 046 181 dollárt keresett, aminek eredményeként a teljes hazai bruttó összértéke 8 247 627 dollár lett. A külföldi jegypénztáraknál 2,8 millió dollárt keresett, világszerte a bruttó összértéke mindössze 11 047 627 dollár volt.

## Fordítás
- Ez a szócikk részben vagy egészben  a   Tall Tale (film) című angol Wikipédia-szócikk fordításán alapul.  Az eredeti cikk szerkesztőit annak laptörténete sorolja fel. Ez a jelzés csupán a megfogalmazás eredetét és a szerzői jogokat jelzi, nem szolgál a cikkben szereplő információk forrásmegjelöléseként.